# Liste der Naturdenkmale in Matzenbach
Die Liste der Naturdenkmale in Matzenbach nennt die im Gemeindegebiet von Matzenbach ausgewiesenen Naturdenkmale (Stand 27. April 2024).

## Naturdenkmale
| Nr.         | Bezeichnung   | Lage                                                  | Beschreibung                                                    | Bild                                    |
| ----------- | ------------- | ----------------------------------------------------- | --------------------------------------------------------------- | --------------------------------------- |
| ND-7336-405 | Altes Schloss | Gimsbach, nordöstlich des Ortes am Heidenhübel Lage   | Waldstück mit Felsen und Erzstollen; flächenhaftes Naturdenkmal | Direkt Bild zu diesem Denkmal hochladen |
| ND-7336-406 | Heidenhübel   | Gimsbach, östlich des Ortes bei der Schreckmühle Lage | auch Wacholderberg; Wacholderheide; flächenhaftes Naturdenkmal  | Direkt Bild zu diesem Denkmal hochladen |

## Ehemalige Naturdenkmale
| Nr.         | Bezeichnung | Lage                                         | Beschreibung                             | Bild                                    |
| ----------- | ----------- | -------------------------------------------- | ---------------------------------------- | --------------------------------------- |
| ND-7336-404 | Dorfbrunnen | Gimsbach, Neunkircher Straße, bei Nr. 7 Lage | Laufbrunnen; Rechtsverordnung aufgehoben | Direkt Bild zu diesem Denkmal hochladen |